# インヤー湖
インヤー湖 （ビルマ語: အင်းယားကန် 、英語: Inya Lake、旧ヴィクトリア湖）はミャンマー連邦共和国ヤンゴンにある湖。ヤンゴン市内で最も大きな湖であるとともに、ヤンゴン市民のレクリエーション地域として親しまれている。湖はヤンゴン中心部から10km北にあり、北はパラミ通り、西はピー通り、南西はインヤー通り、南はユニバーシティ通り、東はカバエーパヤー通りによって区画されている。
インヤー湖を取り囲む地域はヤンゴン市でも高級住宅街。ヤンゴン大学側と公園である南西堰堤を除き、すべての堰堤が私有地となっており、ミャンマーで最高級の住宅地である。この湖岸の住宅街には、アウンサンスーチー邸宅をはじめ、ネウィン邸宅、在ビルマアメリカ合衆国大使館などが立地している。
この湖へのアクセスは公園入り口のあるカバエーパヤー通りが一般的であるが、ヤンゴン大学脇のインヤー通りやピー通りを使っても向かうことが出来る。
池を徒歩で一周する所要時間は2時間ほど。

## 歴史
インヤー湖は1882年から1883年にかけてイギリス植民地政府によってヤンゴン市に供給する水を貯水する目的で建設された人造湖である。インヤー湖は雨季にだけ川となる小川の周囲にあった丘を繋ぎ合わせて作られた。インヤー湖からよりヤンゴン市街地に近いカンドーヂ湖に水を供給するためにパイプやケーブルが敷設されている。
1960年に第2回極東地区スカウト会議がラングーン大学がホストとなって開催され、第1回極東地区専門スカウト訓練会議がインヤー湖キャンプで行われた。
1988年3月16日、8888民主化運動に参加した2名の学生が殺されたのに抗議し、学生デモ隊がインヤー湖脇のプロム通り（現ピー通り）でロン・テイン（Lon Htein）警察デモ鎮圧部隊と衝突。撲殺およびインヤー湖に投げ込まれて溺死した学生が多数出たとされる。

## インヤー湖公園

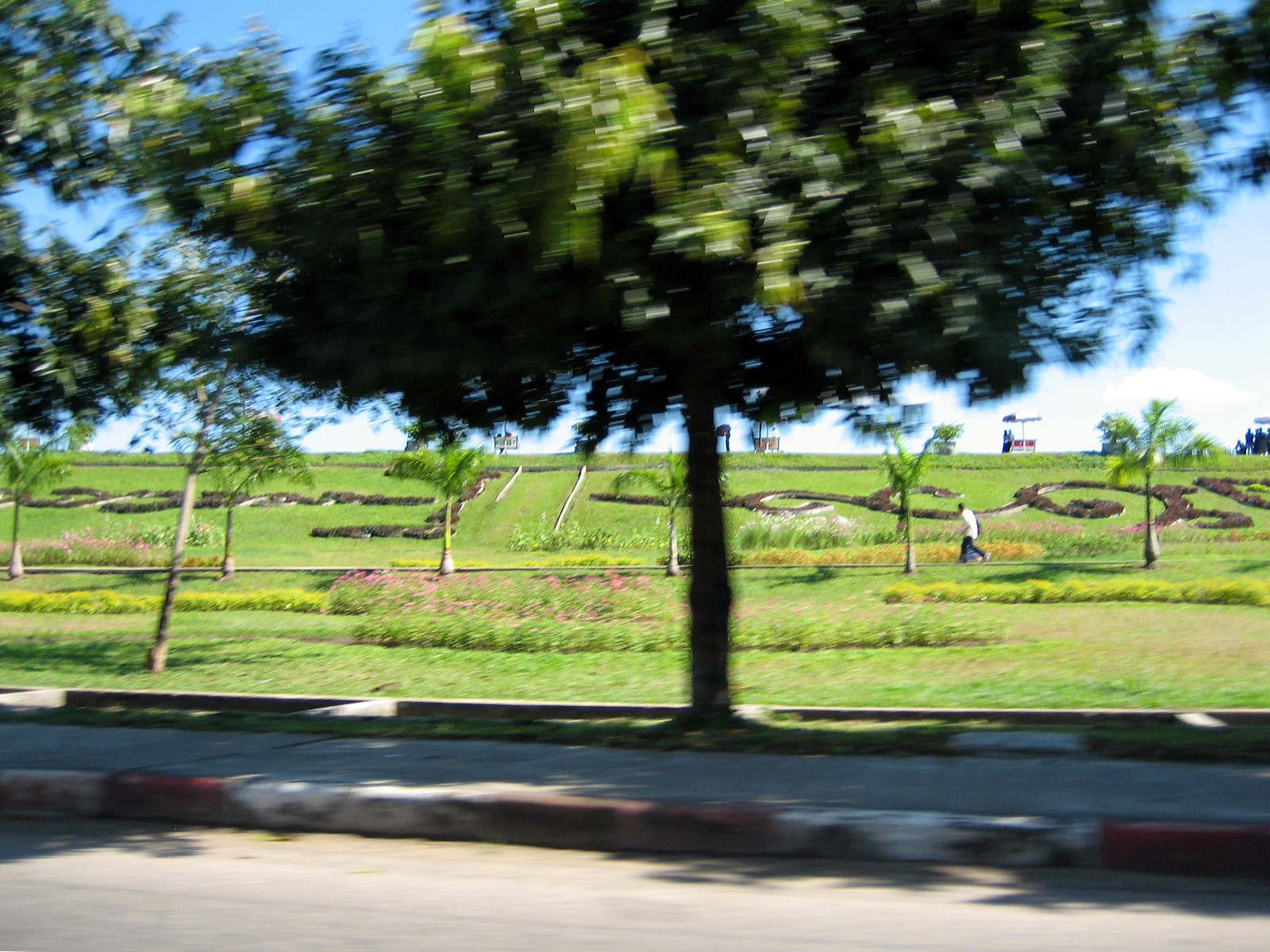
インヤー湖公園

ヤンゴン大学の隣15ヘクタールに及ぶ土地が公園となっており、大学生の間ではロマンティックなデートスポットと知られている。ミャンマーの若者文化を代表する小説、映画、音楽でも多く取り上げられている公園である。そのほかにも水泳、セーリング、ボート競技も行われており、ヤンゴンのプレミアセーリングクラブはインヤー湖を拠点にしている。